# Louis Tronchay
Pour les articles homonymes, voir Tronchay.
Louis Tronchay, sieur de la Forterie, est un écrivain français, né au Mans en 1525 et tué en 1569 par les soldats catholiques, au village de Thou, en Nivernais. Il est décrit comme l'un des plus doctes et plus savants jeunes hommes de France et des plus affectionnés aux lettres. Il est l'auteur de plusieurs poèmes et d'une histoire détaillée des troubles religieux. Membre de la famille Tronchay, il était le frère de Georges Tronchay. 

## Biographie
Dès 1557, il a déjà une grande réputation de science ; il vivait dans l'étude, voyageant, visitant la France. Il allait avoir une tragique destinée que lui avait prédite l'astrologue Jacques Viard. 
De retour au Mans, il se laissa séduire par les sermons de l'avocat Gervais Le Barbier de Francourt, qui y prêchait la Réforme au début de 1560. Les troubles religieux éclatèrent ; en mars, mai, juin 1560, en 1561, des rixes sanglantes divisèrent catholiques et protestants. Le 3 avril 1562, les protestants, maîtres du Mans, pillèrent les monastères à la voix du pasteur Merlin, saccagèrent les splendeurs de la Cathédrale Saint-Julien du Mans, tandis que l'évêque Charles d'Angennes de Rambouillet s'enfuyait. Les protestants gardèrent la place jusqu'au 11 juillet 1562. 
Après ces aventures, Louis du Tronchay dut quitter le pays. Il écrivit une histoire des troubles religieux auxquels il avait pris part. Reconnu en 1569 à Thou, près de la Charité-sur-Loire par des troupes catholiques, il fut massacré. Les protestants brûlèrent plus tard, pour le venger, le village de Thou.

## Sources partielles
- « Louis Tronchay », dans Alphonse-Victor Angot et Ferdinand Gaugain, Dictionnaire historique, topographique et biographique de la Mayenne, Laval, A. Goupil, 1900-1910 [détail des éditions] (BNF 34106789, présentation en ligne)
- Paul Delaunay, Vieux médecins mayennais